# Huszár László (színművész)
Huszár László (Budapest, 1938. június 9. – 2018. június 14. vagy előtte) magyar színművész.

## Pályafutása
1962-ben végzett a Színház- és Filmművészeti Főiskolán Várkonyi Zoltán és Szinetár Miklós tanítványaként. A főiskola után az egri Gárdonyi Géza Színház társulatához szerződött. 1966-tól a debreceni Csokonai Színház, 1968-tól a szolnoki Szigligeti Színház, 1975-től a Pécsi Nemzeti Színház, 1977-től a Radnóti Színpad, 1982-től a Vígszínház, 1986-tól a Thália Színház, 1993-tól a Nemzeti Színház társulatának tagja volt. 2000-től a Pesti Magyar Színház művésze volt. Utolsó bemutatója 2007-ben volt.
1999 óta a Nemzeti Színiakadémia, 2000-től a Pesti Magyar Színiakadémia osztályvezető tanára volt.
Felesége Kalmár Zsuzsa logopédus volt.

## Szerepei
A Színházi adattár-ban 145 előadását regisztrálták.
- Noszty Feri (Mikszáth: A Noszty fiú esete Tóth Marival)
- Bornemissza Gergely (Gárdonyi: Egri csillagok)
- Bicska Maxi (Brecht-Weill: Koldusopera)
- Viktor (Hubay-Vas-Ránki: Egy szerelem három éjszakája)
- Ham (Beckett: A játszma vége)
- Richelieu (Dumas: A három testőr)
- Kovács kapitány (Molnár: Olympia)
- dr. Sárkány, Csathó (Molnár: Doktor úr)
- Katz (Hašek: Švejk)
- Starbuck (Nash: Az esőcsináló)
- Közvádló (Hochwälder: A közvádló)
- Borbáró (Móricz: Úri muri)
- Teokrosz (Szophoklész: Aiasz)
- Mixi (Szirmai-Bakonyi: Mágnás Miska)
- Charlie, Gorilla (Fényes: Maya)
- Svángya (Trenyov: Ljubov Jarovaja)
- Winchester (Marlowe: II. Edward)
- Freddie (Maugham: Imádok férjhez menni)
- Oscar (Neil Simon: Furcsa pár)
- Diótörő Bill (Brecht-Weill: Happy End)
- Voltore (Jonsson: Volpone)
- Roma (Brecht: Állítsátok meg Arturo Uit!)
- Manuel (Déry Tibor-Poós Zoltán-Presser Gábor: Képzelt riport egy amerikai popfesztiválról)
- Ferrovius (Shaw: Androcles és az oroszlán)
- Potyemkin (Shaw: Nagy Katalin)
- Bajcsy-Zsilinszky (Hernádi Gyula: Bajcsy-Zsilinszky Endre)
- Likhasz (Szophoklész: Trakhiszi nők)
- Mokány (Kisfaludy: Csalódások)
- Seth (O’Neill: Amerikai Elektra)
- Carlisle, Salisbury (Shakespeare: II. Richárd)
- Capulet (Shakespeare: Rómeó és Júlia)
- sir Lamorak (Dorst: Merlin)
- Nagy Muheim (Dürrenmatt: A Meteor)
- Biccentő (Huszka: Mária főhadnagy)
- Gül Baba (Huszka: Gül Baba)
- Raoul (Deval: A potyautas)
- Borzsák János (Török-Komjáthy: Ipafai lakodalom)
- Dönci (Szakonyi: Adáshiba)
- Kosztya (Dunajevszkij: Fehér akácok)
- Fieldingen (Hernádi Gyula: A tolmács)
- Molnár (Verebes: Üzenet)
- Leonardo (Lorca: Vérnász)
- Polgármester (Gogol: A revizor)
- Carlos, Alba (Schiller: Don Carlos)
- Mortimer (Schiller: Stuart Mária)
- Petur (Katona József: Bánk bán)
- Übü (Jarry: Übü király)
- Trigorin (Csehov: Sirály)
- Versinyin (Csehov: Három nővér)
- Báró (Gorkij: Éjjeli menedékhely)
- Stanley (Williams: A vágy villamosa)
- Kreon (Szophoklész: Antigoné)
- Dareiosz (Aiszkhülosz: Perzsák)
- Warwick (Shaw: Szent Johanna)
- Marco (Miller: Pillantás a hídról)
- Bolkonszkij (Tolsztoj-Piscator: Háború és béke)
- Bóni, Feri bácsi (Kálmán Imre: Csárdáskirálynő)
- Méltóságos(Tersánszky Józsi Jenő: Kakukk Marci)
- Gernyeszegi Németh János (Sütő: Az ugató madár)
- Birs (Dunai: Párhuzamos pofonok)
- Rudolf Krohn herceg (Molnár: Panoptikum)
- Fogadós, Kormányzó (Leigh-Wassermann: La Mancha lovagja)
- de. Keilits Gyula (Szomory: Bella)
- Csák Máté (Szörényi Levente-Bródy János: A kiátkozott)
- Lajos bácsi (Móricz: Nem élhetek muzsikaszó nélkül)
- Flaherty kocsmáros (Synge: A nyugati világ bajnoka)
- Angelo (Shakespeare: Tévedések vígjátéka)
- Borgida úr (Szép Ernő: Patika)
- Galeotto Marzio (Heltai: A néma levente)
- Bellomy (Tom Jones - Harvey Schmidt: A fantasztikusok)
- Fogadós (Shakespeare: A windsori víg nők)
- Brodarics úr (Szabó Magda-Bereményi Géza: Az ajtó) - Magyar Színház
- Páter (Tamási Áron: Ábel) - Magyar Színház
- Csermlényi Viktor (Örkény István: Macskajáték) - IBS Színpad

## Film
- Rózsa Sándor (tv-sorozat)
- Írott malaszt
- Az erőd
- Sértés
- A legyező
- Szabadíts meg a gonosztól
- Te rongyos élet
- Titánia, Titánia, avagy a dublőrök éjszakája
- Egy jenki Arthur király udvarában
- A dunai hajós
- A sólyom repülése (NDK tv-sorozat)
- X kapitány (francia tv-sorozat)
- Szomszédok (tv-sorozat)
- Frici, a vállalkozó szellem (tv-sorozat)
- Kisváros (tv-sorozat)
- Rizikó (tv-sorozat)
- Kis Romulusz (tv-sorozat)
- Balekok és banditák
- De kik azok a Lumnitzer nővérek?
- Veszélyes áruk fuvarozása
- Naponta két vonat
- Mint oldott kéve (tévésorozat)
- Petőfi (tv-sorozat)
- Akár tetszik, akár nem
- Snuki

## Rádiójáték
- Déry Tibor: Kedves Bópeer (1985)
- Gyárfás Endre: Forgattam kormányt és tollat (1985)
- Nemes István: Várják, hogy kimenjek (1987)
- Oscar Wilde: A boldog herceg (1987)
- Határ Győző: Az aranypalást (1988)
- Musierowicz, Malgorzata: Hazugságaim (1988)
- Gyárfás Miklós: Útikaland (1992)
- Fehér Klára: Mikor apám elment a háborúba (1993)
- Franz Kafka: Az átváltozás (1993)
- Ladislav Fuks: Boldogultak bálja (1993)
- Rákosy Gergely: A kalap (1993)
- Sean O'Casey: Az eke és a csillagok (1993)
- Csehov, Anton Pavlovics: A fekete barát (1995)
- Gion Nándor: Zongora a fehér kastélyból (1996)
- Bertha Bulcsu: Utazás fehér lavórban (1997)
- Szakonyi Károly: A normann vér (1997)
- Gosztonyi János: A hontalan (1998)
- Gion Nándor: Ez a nap a miénk (2000)
- Katona József-Varga Viktor: Dobok és trombiták (2000)
- Németh László: Kocsik szeptemberben (2001)
- Nagy András: Arad, éjjel (2003)
- Molnár Ferenc: A zöld huszár (2004)

## Rendezései
- Hašek: Švejk
- Jókai: Szegény gazdagok
- Arbuzov: Felnőnek a gyerekek
- Királyhegyi Pál: Könnyű kis gyilkosság
- Schisgal: Gépírók
- Victor Máté - Kardos G. György: Villon és a többiek
- Tóth Ede - Örkény: A falu rossza
- Maugham - Nádas - Szenes: Imádok férjhez menni
- Williams: Amíg összeszoknak
- Molnár Ferenc: Jelenetek
- Örkény: Zsugori uram
- Örkény: Kulcskeresők

## Díjai, elismerései
- A Magyar Köztársasági Érdemrend lovagkeresztje (2004)